# Berckstraße
Die Berckstraße ist eine Straße in Bremen, Stadtteil Horn-Lehe, Ortsteil Horn. Sie ist eine Nebenstraße der Horner Heerstraße.

## Geschichte
Die Kleine Wümme, auf einer Karte von 1648 noch ein sich schlängelnder Fluss, war auf der Landkarte von 1798 teilweise kanalisiert. Daran entlang verlief die Achterstraße. Deren östlicher Teil wurde 1794 von Senator Hermann Berck trockengelegt und als Straße angelegt. Hier standen bereits um 1764 drei Häuser.
Seit 1794 wurde die Straße auch Berckstraße genannt. Die offizielle Benennung durch Senatsbeschluss erfolgte erst 1938.
Der ursprüngliche Verlauf war länger als heute, nämlich geradlinig verlängert bis zur Straße Schorf in Oberneuland, inklusive des zur Leher Heerstraße abknickenden Endes des Schorf.
Die 1874 eröffnete Eisenbahnlinie nach Hamburg kreuzte die Berckstraße in spitzem Winkel, so dass ein Teilstück überbaut wurde. Die Berckstraße verlief danach aus Richtung Horn zunächst südlich der Bahnlinie, wurde dann durch einen Bahnübergang auf die Nordseite geführt und verlief ein Stück parallel zu Bahn, bis sie ihre alte Trasse wieder erreichte.
1928 erhielt die Linie 4 der Bremen Straßenbahn eine Wendeschleife durch die vordere Berckstraße. Bis 1937 wurde die die Berckstraße auf einer provisorischen Holzbrücke über die Kleine Wümme erreicht. Die Straßenbahnlinie wurde 1972 eingestellt.
Die Bahnlinie wurde 1935 um zweieinhalb Meter höher gelegt. Während der Bauzeit mussten die Anwohner der Berckstraße und der Riensberger Straße der Reichsbahn einen Streifen von 6 Metern südlich der Eisenbahntrasse überlassen. Dort wurde ein Behelfsgleis verlegt, über das die Züge während der Bauarbeiten ungehindert fahren konnten. Der Bahnübergang von 1874 musste aufgegeben werden und wurde durch einen kleinen Fahrrad- und Fußgängertunnel ersetzt. Die Fortsetzung der Berckstraße nördlich der Bahnlinie erhielt jetzt den Namen Luisental.
Der Grund für die Höherlegung der Bahn war der Bau der Blocklandautobahn 1936, die so durch eine Eisenbahnbrücke überquert werden konnte. Auch hier wurde jetzt die Trasse der ehemaligen Berckstraße geteilt. Der hintere Teil erhielt den Namen Schorf, heute verbunden durch eine Brücke für Radfahrer und Fußgänger. 
1958 wurde die Straße an die Kanalisation angeschlossen und ausgebaut.
Die jahrhundertelang neben der Berckstraße fließende Kleine Wümme wurde 1975 zugeschüttet.

## Gebäude
- Nr. 4: Kaffee Gödecken, Berckstraße 4, erbaut 1746,[3] heute eines der ältesten Gebäude im Stadtteil

- Nr. 10: hier war ab 1866 die Horner Grundschule. Das zunächst einstöckige Gebäude erhielt 1900 einen Anbau, der ab 1908 aufgestockt wurde. Nach dem Umzug 1929 wurden zunächst Notwohnungen eingerichtet, die erst 1956 mit dem Abriss und Umbau zum Ortsamt geräumt wurden.[9]

- Nr. 27: ehemaliges Pfarrhaus Horn, erbaut 1878, heute unter Denkmalschutz

- Nr. 87: Sportanlage Fritzewiese des TV Eiche Horn